# Kürbisfest im Retzer Land

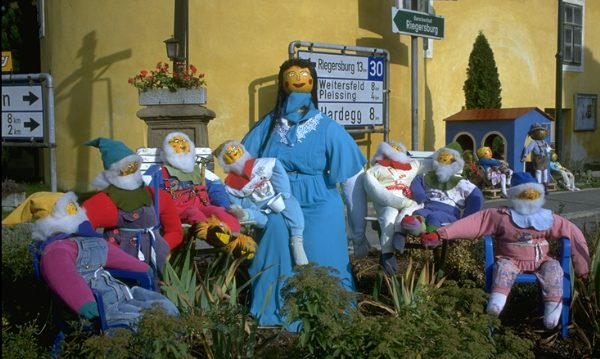
Puppen in Niederfladnitz

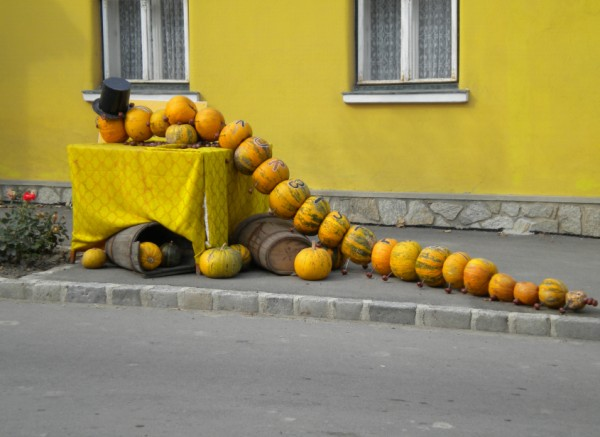
Figur in Zellerndorf

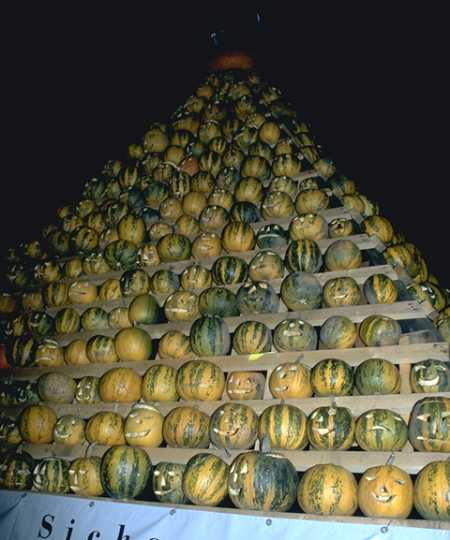
Kürbispyramide in Obermarkersdorf

Das Kürbisfest im Retzer Land ist eine seit 1993 alljährlich Ende Oktober stattfindende Veranstaltung in den Gemeinden der Tourismusregion Retzer Land im Weinviertel und Waldviertel, die von bis zu 60.000 Gästen besucht wird. Damit ist es höchstwahrscheinlich das größte Fest im Weinviertel.

## Geschichte
Anlässlich der Niederösterreichischen Landesausstellung 1993 im Schloss Riegersburg im Waldviertel organisierte die Tourismusregion Retzer Land ein Rahmenprogramm mit zahlreichen Veranstaltungen in der Region. Den Abschluss dieser Veranstaltungsreihe bildete das Kürbisfest im weitläufigen Hof des Hotels Althof in Retz.
Seitdem wird das Kürbisfest im Retzer Land alljährlich reihum in einer anderen Gemeinde der Region Retzer Land veranstaltet:
- Hardegg (Veranstaltungsort Pleissing)
- Pulkau
- Retz
- Zellerndorf
- Retzbach (Veranstaltungsort Unterretzbach)
- Obermarkersdorf

Lediglich in Zellerndorf findet das Kürbisfest in der Kellergasse Maulavern seit 1995 alljährlich als Parallelveranstaltung statt, hier allerdings nur am Samstag des Veranstaltungswochenendes. Im Jahr 2020 wurde das Kürbisfest allerdings auch hier wegen COVID-19 abgesagt.
Getragen wird die Veranstaltung von regionalen Vereinen, Handwerksbetrieben und Landwirten, die Getränke, Essen (vor allem in Zusammenhang mit dem Kürbis, auch Bluza genannt) und Kunsthandwerk entweder in Verkaufsständen, den Hofeinfahrten oder den Höfen der Bauernhäuser anbieten.
Um das Kürbisfest zu eröffnen, kamen
- Landeshauptmannstellvertreterin Liese Prokop (2000, Pulkau[2]),
- Landeshauptmannstellvertreter Ernest Gabmann (2005, Pulkau[3]) und
- Landeshauptmann Erwin Pröll (2004, Retz[4]) ins Retzer Land.

Während das erste Kürbisfest im Jahr 1993 noch von rund 600 Gästen besucht wurde, steigerte sich die Besucherzahl mit steigender Bekanntheit bis auf über 50.000 im Jahr 2001 und
60.000 im Jahr 2002.
Zweimal starteten die Veranstalter in Obermarkersdorf einen Weltrekordversuch. 2001 kamen sie mit einer neun Meter und fünf Zentimeter hohen und aus 4.500 Kürbissen errichteten Kürbispyramide ins Guinness-Buch der Rekorde. 2006 ging es um den längsten Kürbistausendfüßler der Welt. Es wird nicht erwähnt, ob dieser Rekordversuch als gelungen anerkannt wurde.
Seit 1996 gibt es als Repräsentationsfigur auch eine Kürbisprinzessin, beim 12. Kürbisfest in Retz 2004 wird auch ein Prinzgemahl genannt .
In der Zeit rund um das Kürbisfest sind in der ganzen Region zahlreiche originelle Figuren zu sehen, die aus Kürbissen gefertigt wurden.

## Briefmarke
Das Kürbisfest im Retzer Land war für die Österreichischen Post Anlass, eine Sonderpostmarke (Erscheinungsdatum 22. Oktober 1999) im Wert von 8 Schilling (umgerechnet 0,58 Euro) herauszugeben. Der Entwurf stammt von Maria Schulz, der Stich stammt von Professor Wolfgang Seidel.